# 현대 J 플랫폼
J 플랫폼 시리즈는 현대자동차와 기아의 자동차 플랫폼이다.

## J2 플랫폼
- 현대 엘란트라(RD/RD2) (1995–2000)
- 현대 티뷰론/쿠페(RD/RD2) (1996–2000)

## J3 플랫폼
- 현대 엘란트라/아반떼(XD) (2000~2006)
- 현대 매트릭스/라비타(FC) (2001~2010)
- 현대 티뷰론/쿠페 II(GK) (2001~2008)
- 현대 투싼(JM) (2004–2009)
- 기아 세라토/스펙트라(LD) (2004–2009)
- 기아 스포티지(JE) (2004~2010)
- Kia Carens/Rondo(UN) (2006–2013, J3와 Y5 플랫폼의 하이브리드)

## J4(HD) 플랫폼
- 현대 엘란트라/아반떼(HD) (2006~2010)
- 현대 i30 (FD) (2007–2011)
- 기아 시드(ED) (2006–2012)
- 기아 포르테/세라토(TD) (2008~2013)

## J5 플랫폼
- 현대 엘란트라/아반떼(MD) (2010~2016)
- 현대 i30/엘란트라 GT(GD) (2011–2017)
- 현대 벨로스터(FS) (2011–2018)
- 기아 카렌스/론도(RP) (하이브리드 J5/Y6 플랫폼) (2012~2022)
- 기아 시드(JD) (2012–2018)
- 기아 포르테/세라토(YD) (2012~2018)
- 기아 쏘울(PS) (2014–2019)[1]

## J6 플랫폼
- 현대 엘란트라(AD) (2015~2020)[2]
- 현대 벨로스터(JS) (2018~2022)
- 기아 포르테/세라토(BD) (2018~현재)[3]

## 친환경차 플랫폼
- 현대 아이오닉(AE) (2016~2022)
- 현대 넥쏘(FE) (2018년~현재)
- 기아 니로(DE) (2016–2022)